# Bibliologie

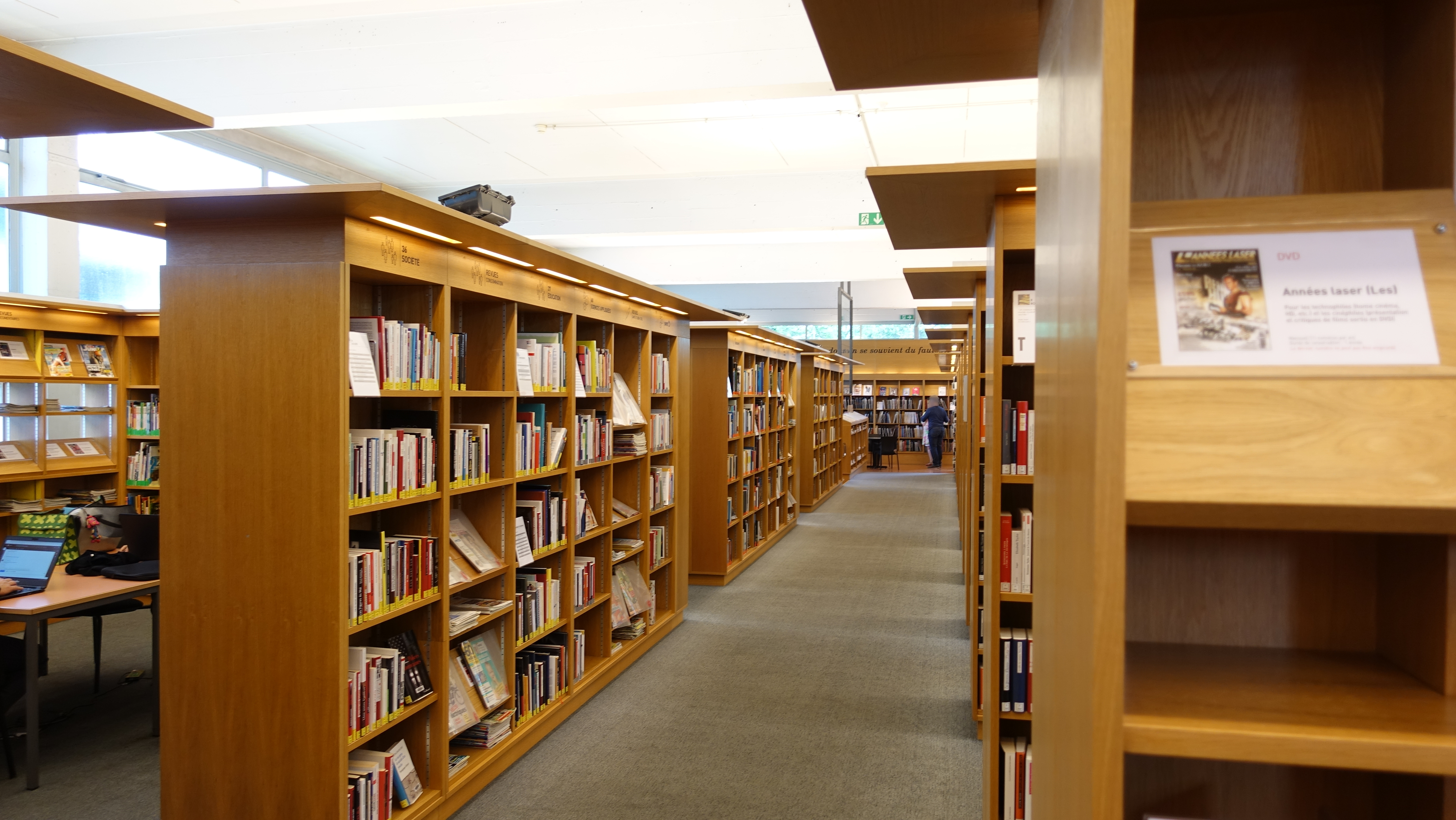
Bibliothèque de Carouge, en Suisse

Le terme de bibliologie est parfois utilisé pour désigner les études menées sur l'histoire du livre et ses procédés de fabrication, de diffusion et de conservation . L'étude du livre, dans sa partie extérieure, comporte de nombreux aspects économiques, sociologiques, politiques et idéologiques : le livre en tant qu'il est produit (technique, édition, possibilités ou non de diffusion, etc.), en tant qu'œuvre (esthétique de sa reliure par exemple), etc. En outre, la lecture étant la finalité habituelle du livre, il faut ajouter une sociologie et une histoire de la lecture (bibliothèques publiques et privées, manière de lire, etc.).
Le terme est toutefois rarement utilisé (on préfère parler d'« histoire du livre ») et désigne souvent de manière plus précise l'appréhension du livre dans sa dimension matérielle, liée à la bibliographie matérielle.

## Étymologie
Le mot «bibliologie » vient du mot grec biblion « livre » et le suffixe logia « science ». Les recherches des années 1990 montrent que, « dès 1781, l'abbé Rive utilisait le terme de bibliologie et en donnait des explications. » Plus spécifiquement, « [l]a lecture attentive du Dictionnaire raisonné de bibliologie [publié en 1802 par Gabriel Peignot] a permis [...] de remonter à l'abbé  [Jean-Joseph] Rive qui apparaît, en France, [...], comme le fondateur du terme bibliologie. »

## Histoire
Le livre et l’écrit sont les objets d’études de la bibliologie. L’histoire de la science est donc corollaire de l’écriture et du livre. La bibliologie apparaît tard dans l’histoire, bien après la naissance de l’écriture et même l’arrivée de l’imprimerie en Occident.
C’est au XIXe et au XXe siècle que la bibliologie prendra de l’importance, mais elle restera tout de même assez confidentielle, les scientifiques perdants et regagnant de l’intérêt pour celle-ci selon les périodes. Le Belge Paul Otlet, auteur du Traité de documentation, s’intéressera à la bibliologie dans son ensemble, en passant par son histoire. L’homme répertorie quatre périodes historiques qui mèneront à la création de la bibliologie (production de livres, création des bibliothèques, création de la bibliographie, naissance de la bibliologie). Robert Estival estime quant à lui que seulement trois sont nécessaires et que la création des bibliothèques n’est pas pertinente à l’histoire de la bibliologie.
Les XIXe et XXe siècles furent le théâtre de réflexion sur l’objet de la bibliologie, pour finalement voir les techniques bibliographiques et bibliothéconomiques se dissocier de la bibliologie. Les deux disciplines sont proches, et certains théoriciens comme Charles Nodier décrivent la bibliologie comme étant la théorie de la bibliographie. Pour mieux spécifier cette science, Robert Estivals, explique que la bibliologie essaye de « comprendre et expliquer » les documents, alors que la bibliographie aide à les « répertor[ier] et les classe[r] ». La bibliologie sera aussi distinguée de la bibliothéconomie, cette fois par Léopold Auguste Constantin, toujours à la même période. 
Au début du XXe siècle, sous l’influence de Otlet, mais aussi de plusieurs autres chercheurs, une école internationale de bibliologie se forme et des branches apparaissent, avec par exemple Javal et Binet qui étudient respectivement la physiologie et la psychologie de la lecture. Plusieurs sciences humaines et sociales, comme la linguistique, la psychologie ou la sociologie, se voient étudier sous l’angle bibliologique. Pendant la même période, Ernest Röthlisberger, « s’interroge sur les cycles nationaux et internationaux de la production internationale des livres » et Nicolas Roubakine, « se servant de la psychologie, s’interroge sur les lois de la communication écrite. » Selon Robert Estivals, Paul Otlet, Nicolas Roubakine et  Ernest Röthlisberger sont considérés [les] « membres éminents de la première génération internationale de Bibliologie » et les trois « précurseurs des Sciences de l’Information et de la Communication ».
La Seconde Guerre mondiale fera tomber dans l’oubli la bibliologie, qui entrera par la suite dans une autre phase de son histoire avec cette fois des comparaisons avec les autres médias. Par la suite, la recherche dans le secteur de l’information, et de la bibliologie, sera développée, ainsi que les formations dans ces mêmes domaines. L’Association internationale de bibliologie (AIB) voit le jour, dans le but de développer la recherche internationale.
Les années 1980 seront le témoin d’un changement dans la définition de la bibliologie, qui devient l’étude de l’écriture par rapport aux autres systèmes de signes et les supports écrits. La recherche bibliologique s’internationalise à nouveau et ne s’ancre plus seulement en France. La recherche s’organise, plusieurs colloques sont donnés et partout dans le monde, la bibliologie redevient une science étudiée.

## Théorie de la bibliologie
Pendant la deuxième moitié du XXe siècle les chercheurs de plusieurs pays essayent de définir cette science afin de l'accepter en tant que discipline scientifique. « Elle a redéfini son objet, grâce à une méthode de délimitation. Elle a été conduite à cerner son domaine par rapport aux techniques et aux arts de l’écrit, notamment par rapport à la bibliographie et à la bibliothéconomie. Elle a élaboré un schéma de recherche qui peut servir comme schéma de classification. Elle a renouvelé sa méthodologie en passant de la méthode de la chaîne à celle de la systémique. Vers les mêmes années, la conception de la bibliométrie a été redéfinie et ses axes d’application réorientés. Elle a enfin dégagé son système d’interprétation générale. »

## Les disciplines de la bibliologie
Dès la deuxième moitié du XXe siècle, les spécialistes du domaine ont pu identifier plusieurs disciplines de cette science de la bibliologie :  « [a]rchivistique, bibliographie matérielle, bibliothéconomie, biomécanique de l’écriture, cryptographie, diplomatique, documentologie, éditologie, emblématique, épigraphie, génétique de l’écrit, grammatologie, lecturologie, manuscriptologie, papyrologie, psychologie bibliologique, psychologie de la lecture, psychologie de la littérature, psycho-physiologie de la lecture, psycho-sociologie de la lecture, sociologie de la bibliographie, sociologie de la lecture, sociologie de la littérature, sociologie du livre et textologie. » En 2015,  Bob Bobutaka Bateko explique dans son livre, Archivistique, bibliothéconomie, documentation et légistique, que la légistique est aussi une discipline de la bibliologie.

## La bibliographie matérielle
Avec l’arrivée du numérique et de l’écran comme interface qui remplace le support papier analogique traditionnel du livre, la bibliographie matérielle représente l’analyse matérielle du livre en tant qu’objet physique manufacturé mais aussi en tant qu’objet immatériel. Cette « archéologie du livre ancien, mais aussi numérique » désigne ainsi en même temps un objet : le livre, sa mise en œuvre : « sa mise en texte et sa mise en page », sa fabrication, mais aussi son illustration, sa production et sa réception par le lecteur. L’écran transforme le rapport au livre et au texte aujourd’hui mais aussi le rapport à la lecture et à l’écriture. Il devient une autre forme de livre avec une nouvelle matérialité.
La bibliographie matérielle est une branche de la bibliologie du mot grec (Biblion) « livre » et logia «science», science du livre et de l’écrit, et des Sciences de l’information et de la communication. Le mot « bibliographie » vient du grec ancien biblion (« livre ») et graphein (« écrire ») étude du livre et de l’écriture en tant que produit et œuvre. C’est une liste structurée de références de documents, un ensemble de sources sur un sujet particulier, ici le livre. « Matériel - material », ou matérielle, vient du latin « materialis, de materia » pour matière. La nature de la matière est constituée par une nature physique qui s’oppose à l’idéal, au spirituel, à la philosophie et au sens. Avec le numérique et les entrepôts numériques, on va parler de « mécanique virtuelle » du 0 et du.1 (Le Ray, 2021), pilier d’une nouvelle forme de matérialité numérique (Jahjah, 2017).
Deux traditions sortent du lot par rapport aux autres traditions de cette archéologie du livre imprimé en Europe : la tradition anglo-saxonne et la tradition francophone. Elles apparaissent au tournant du XIXe siècle et du XXe siècle lors de la seconde révolution industrielle (Caron, 2010). L’ancrage de cette discipline s’inscrit cependant dans l’héritage de la révolution industrielle du Moyen Âge (Gimpel, 1975) avec « l’invention intellectuelle » associé à l’invention technologique et la révolution de l’imprimé dans l’Europe des premiers temps modernes (Eisenstein, 1983). L’héritage aussi de la Codicologie (du latin Cōdex, « livre » et du grec λογία – « logie »), science connexe de la paléographie, avec l’étude des manuscrits et l’étude des incunables (livre imprimé avant le 1er janvier 1501- du latin incunabula – l’enfance ou l’origine). Ces derniers vont remplacer le volumen (volumina) qui dominait les supports de l’écriture manuscrite jusqu’à l’arrivée de l’écriture mécanique (1450), puis électronique. 
On retrouve bien entendu cette tradition aussi en Europe de l’Est, en Asie, en particulier en Chine où sont nés l’imprimerie et le papier, ou en Corée qui semble avoir donné naissance aux premiers caractères mobiles. Pour les Italiens c’est « bibliografia materiale » ou « bibliografia testuale », pour les Allemands c’est « analytisch Druckforschung » (Varry, 2011)
La bibliographie matérielle anglo-saxonne (Physical Bibliography – une expression qui viendrait de Hibbert Lloyd dans un article de The Library, l’organe de la Bibliographical Society de Londres) (Varry, 2011) descriptive ou analytique va se donner comme vocation d’étudier le livre en tant « qu’objet tangible ». Cette « Matérial Bibliography » représente autant la mise en texte d’un récit que sa mise en page et finalement, sa mise en forme. 
La tradition française va traduire assez tardivement Physical bibliography, proposé par LIoyd Hibbert, par bibliographie matérielle à l’initiative de Roger Laufer en 1966 (Varry, 2011). Un concept qui va apparaître dans un article de Laufer dans l’Australian Journal of French Studies en 1966 : « Lloyd Hibbert propose (en 1965 ?) les termes de « physical and Référence Bibliography » pour ce que nous appellerons bibliographie matérielle et signalétique, The Library, 5th Series, Vol.XX, No 2, June, 1965, p. 124-134. » (Laufer, 1966, p. 255, note 2)
Roger Laufer, après Henri-Jean Martin, qui va fonder l’école française de l’histoire du livre dès 1958 à partir de la diffusion de son livre majeur « l’apparition du livre » (Martin, 1958), propose aussi une définition qui va servir de repère à tous les historiens du livre dans l’espace francophone jusqu’à nos jours : « La bibliographie matérielle est l’étude des livres en tant qu’objets manufacturés. Elle propose aussi quatre objectifs connexes : sémantique, historique (technique et général), textuelle et bibliographique… » (Laufer, Robert, 1966, p. 258). Une définition qui reste à être adaptée à la nouvelle matérialité numérique. Dans cette tradition francophone, on trouve aussi d’autres pionniers en France comme Jeanne Veyrin-Forrer, Robert Estival, Roger Chartier, Frédéric Barbier et plus récemment Dominique Varry. On trouve aussi Jean-François Gilmont en Belgique, Jacques Michon, Gilles Gallichan, Yvan Lamonde, Marcelle Lajeunesse et Claude Galarneau au Québec (2004).
Les tenants de la bibliographie matérielle étudient aussi le papier, la reliure, la typographie, distinguent les contrefaçons et révèlent le contexte culturel, identitaire, économique, et politique d’une société, voire d’une nation (Barbier, 1995, p IX). C’est pour cela que l’étude de la structure du livre permet aussi à la bibliographie matérielle de se mettre au service d’autres branches du savoir, d’autres disciplines (Westeel, 2004).  Nina Catach et Jeroom Vercruysse en proposent trois principales autour de l’histoire sociale du livre, de sa fabrication et des lettres (caractères et graphie) (Henrichs Laurent, 1992, p. 62). On en trouve cependant beaucoup plus. Parmi ces champs de recherche, on trouve les sciences de l’information et de la communication, la linguistique, la psychologie, l’histoire des techniques et des sciences, l’histoire littéraire, l’histoire des idées, l’histoire du livre et des bibliothèques (Barbier, 2009), la sociologie (Mc Kenzie, D.F, 1991) et l’histoire de la lecture et de l’écriture (Chartier, 1995). On y trouve aussi les sciences économiques (Caron, 1997), politiques et culturelles et la sémiologie : « Le livre (…) appartient à un système de signes (…), mais on ne parle pas du sens du contenu du livre comme œuvre littéraire ici : « il faut se garder de confondre le message sémantique transmis par le livre et le contenu sémiotique du livre en tant que produit du travail humain » (Laufer, 1966, p. 258). 
Avec le numérique, enfin, de nouvelles disciplines émergent autour des « digital Studies » ou des « digital Humanities », comme le « Software Studies », la « Critical Code Studies », la « Platform Studies » et la « Media Archaeology » afin d’étudier les « conditions d’élaboration des logiciels, les propriétés des supports numériques ainsi que leur manipulation par des communautés déterminées » ((Jahjah, 2017). Nous n’avons plus le choix, il faut intégrer ces sujets dans les recherches en bibliographie matérielle.
Ce qui est certain, comme nous le rappelle Roger Laufer (Laufer, 1983, p. 13), cela fait un moment que l’informatique a remplacé la typographie. Elle « n’est plus la forme ultime et suprême de l’écriture et de la communication, mais une étape contingente et singulière de notre passé ». La connaissance historique de l’imprimé, la bibliographie matérielle, ce champ de recherche sur le livre comme objet matériel, devient donc nécessaire sinon ou l’oubliera. « Le spécialiste du livre (…) l’amateur ou le spécialiste du texte (…) devra donc être un bibliothécaire, un technicien des arts et des métiers graphiques, un travailleur de l’édition, un historien des techniques et des mentalités » même si la plupart des spécialistes s’intéressent encore peu aux techniques sinon de façon théorique, car ils n’aiment pas « ces lieux où règne une pratique impure ». Ce fut le cas dans le papier, cela reste le cas dans le numérique. L’ignorance a le mépris facile !

## D'autres sciences s'intéressent aussi au livre
- la bibliométrie
- la codicologie
- la critique textuelle
- la paléographie

## Grands noms de la bibliologie

### Robert Estivals (1927-2016)
Auteur, professeur-chercheur, cofondateur de l’AIB, il est un acteur important de la bibliologie actuelle

### Paul Otlet (1868-1944)
Auteur du Traité de Documentation est un bibliographe qui s’intéressera aussi à la bibliologie.

### Gabriel Peignot (1767-1849)
Gabriel Peignot est l’auteur du Dictionnaire raisonné de bibliologie.

### Jean-Joseph Rive (1730-1791)
L’abbé Rive est l’un des premiers à définir la bibliologie, avec Gabriel Peignot. Il est aussi appelé l’homme-bibliothèque. 

### Nicolas Roubakine (1862-1946)
Nicolas Roubakine, publiant le livre Introduction à la psychologie bibliologique : la psychologie de la création des livres, de leur distribution et circulation, de leur utilisation par les lecteurs, les écoles, les bibliothèques, les librairies, etc. : théorie et pratique en 1922, « ouvrait la voie de la communicologie, l’une des deux principales sciences, avec l’informatologie, des SIC. » Elena Savova le décrit aussi comme « fondateur de la psychologie bibliologique » .  

### Ernest Röthlisberger (1858-1926)
Ernest Röthlisberger est connu pour son Rapport sur la statistique internationale des œuvres littéraires, publié en 1892. C'est lui qui « avait ouvert la voie de la bibliométrie ». Ernest Röthlisberger a été, également, le premier rédacteur en chef de la Revue internationale du droit d'auteur (RIDA),.

## Écrits
- Robert Estivals, La Bibliologie, coll. Que sais-je, PUF, 1987  (ISBN 213-040-1910)